# Kiril Metkov
Kiril Metkov (* 1. únor 1965) je bývalý bulharský fotbalista.

## Reprezentační kariéra
Kiril Metkov odehrál za bulharský národní tým v letech 1989–1993 celkem 9 reprezentačních utkání.

## Statistiky
| Bulharsko | Bulharsko | Bulharsko |
| Roky      | Zápasů    | Gólů      |
| --------- | --------- | --------- |
| 1989      | 1         | 0         |
| 1990      | 0         | 0         |
| 1991      | 3         | 0         |
| 1992      | 2         | 0         |
| 1993      | 3         | 0         |
| Celkem    | 9         | 0         |